# 喬治·馬伯樂
勒內·加斯東·喬治·馬伯樂（1872年8月21日—1942年9月21日），另譯馬司培羅、馬斯伯樂、馬司帛洛等，法國東方學家，殖民官員。

## 生平
喬治·馬伯樂於巴黎出生，父亲是埃及学家加斯頓·馬伯樂，弟弟是語言學家亨利·馬伯樂。曾在法國殖民地學院及東方語言學院就學，獲越南語專業畢業文憑。1897年開始在法國駐金邊的殖民部門任職。1901年至1913年先後駐柬埔寨磅湛省和越南芹苴、河仙、朔莊、美萩等省長官。後於1915年至1918年，擔任越南海防市市長，1918年至1920年任法屬交趾支那代理總督。
喬治·馬伯樂在印度支那時，曾遊歷柬埔寨、越南及老撾等地，對當地的歷史、語言及文化有所研究。1903年，成為法國遠東學院通訊研究員，1930年成為該學院的名譽研究員。1936年，獲選為法國殖民地科學院院士。
其著作包括《高棉帝國：歷史與文獻》、《高棉語語法》、《占婆史》、《法國的殖民帝國：印度支那》（二卷）等。